# ルーチョ・ベルムデス
ルーチョ・ベルムデス（Lucho Bermúdez、本名：ルイス・エドゥアルド・ベルムデス・アコスタ、Luis Eduardo Bermúdez Acosta、1912年1月25日 - 1994年4月23日）はコロンビアのミュージシャン・作曲家・編曲家・指揮者・音楽監督。20世紀のコロンビア音楽におけるもっとも重要な人物の1人と考えられている。
コロンビアの伝統的な音楽形式であるクンビアやポロ（porro）をオーケストラ音楽に適合させ、1940年代のラテンアメリカの音楽に大きな影響を与えた。作風にはコロンビア北部の沿岸部の音楽の影響が見られる。

## 幼少期

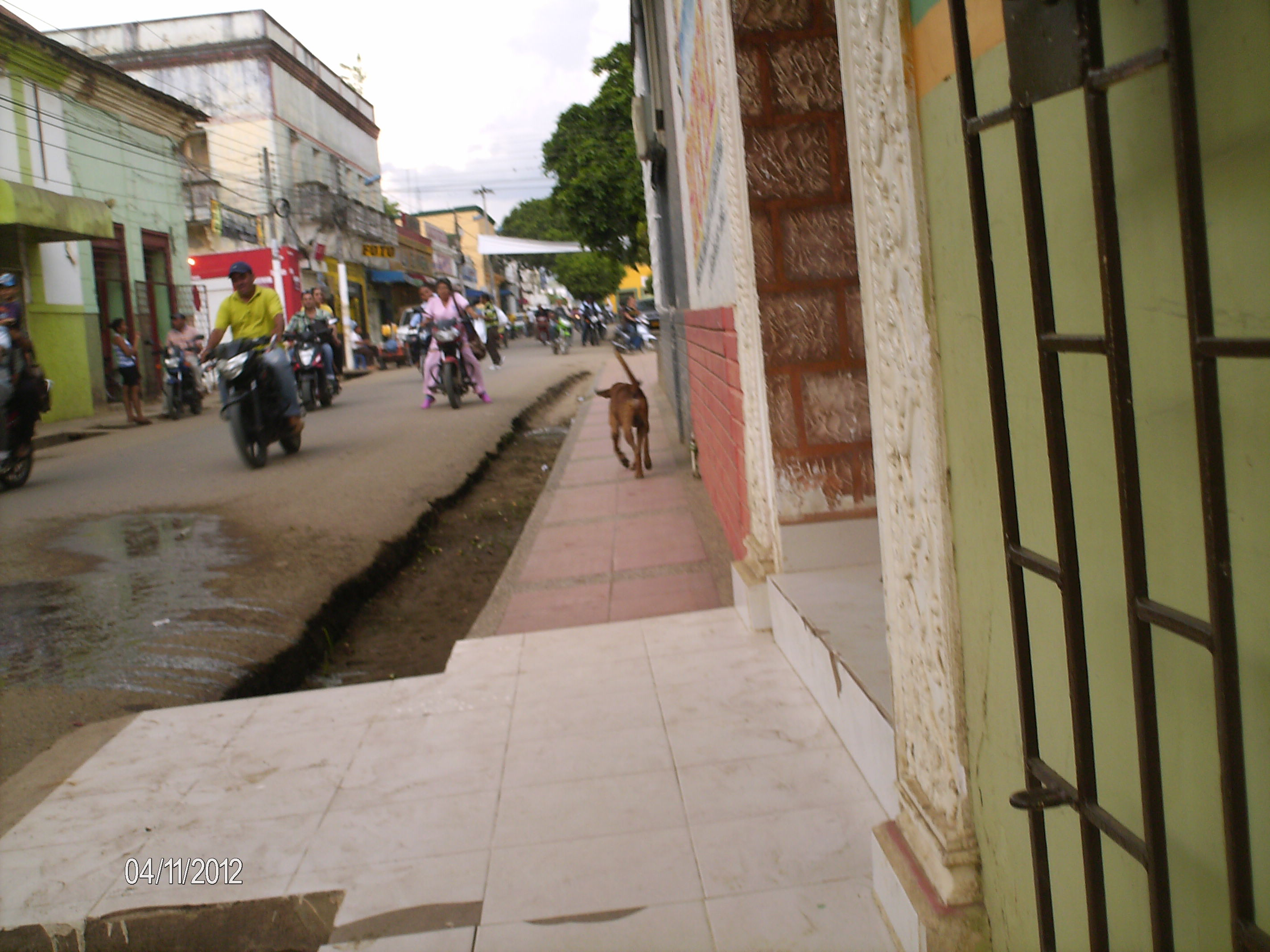
幼少期を過ごしたエル・カルメン・デ・ボリバル（ボリバル県）

ルーチョ・ベルムデスはコロンビア北部のボリバル県にあるエル・カルメン・デ・ボリバル（El Carmen de Bolívar）という町で生まれた。彼が3歳のとき、父親が渓谷に落下して亡くなってしまい、以降貧しい中母親1人で家族の面倒を見なくてはならなかった。
彼が4歳の時、叔父からピッコロを習い始め、音楽への関心や才能を見込んで叔父は彼にミュージシャンになるように勧めた。そして彼はコルドバ連隊の軍楽隊に入り、トロンボーン、チューバ、トランペット、サキソフォン、クラリネットなどについても演奏を学んだ。

## 経歴

### ～1945年
その後、1939年にホセ・ピアヌッタ・ピタルア（José Pianetta Pitalúa）が設立したオルケスタ・ア・ヌメロ・ウノ（Orquesta A Número Uno）の音楽監督を務めることとなった。オーケストラは後にオルケスタ・デル・カリベ（Orquesta del Caribe）とも呼ばれることになる。
彼はコロンビアのカリブ海沿岸地域の音楽のリズムを熱心に学び、それらをオーケストラ音楽に適用した。探求のためにコロンビア各地へ旅行し、マリア・ラ・バハ（María La Baja）という町で「クンビアンバ」と呼ばれる催しがどのように黒人コミュニティによって開催されているかを学んだ。また、そこで砂の上で裸足で踊っていたマリア・イサベル（María Isabel）という黒人の女性の姿にインスピレーションを受け、初のヒット曲となる『Prende la Vela』を作曲した。
『Prende la Vela』がヒットしたことにより、1943年に首都ボゴタのナイトクラブ「エル・メトロポリタン」にワンシーズン通して演奏するよう招待された。この頃の彼のヒット曲としては前述のほか『Carmen de Bolívar』『Caprichito』『Pachito eché』などが挙げられる。

### 1946年～1954年
1946年には初めてコロンビア以外の国で契約を結び、アルゼンチンのブエノスアイレスにて6か月間演奏活動を行った。ブエノスアイレスでは22人からなるオーケストラを編成し、RCAビクターにて約60曲ものレコーディングを行った。その中の代表曲は『Danza Negra』『Caprichito』『Cuca』『Cumbia Colombiana』『El Porro Buenos Aires』など。

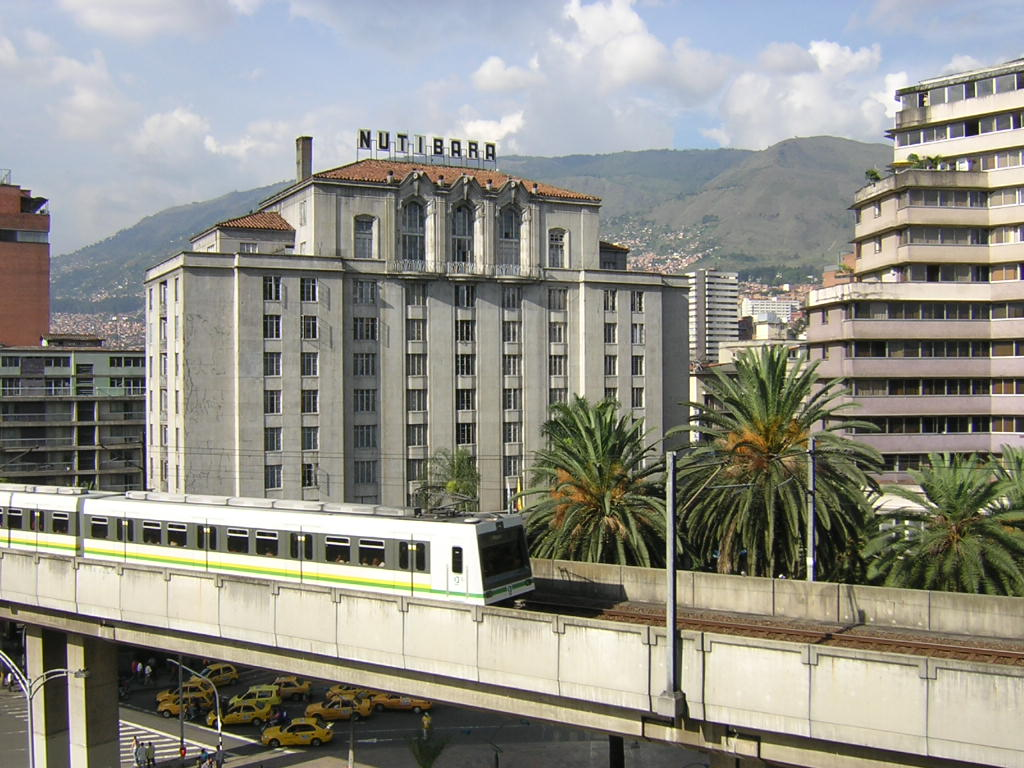
ホテル・ヌティバラ（メデジン）

アルゼンチンでの契約の終了後は母国コロンビアに戻り、彼のオーケストラとともにボゴタのホテル・グラナダと契約を結び演奏活動を続けた。同ホテルでオーケストラは正式に「ルーチョ・ベルムデス・オーケストラ」と1947年7月15日から名乗り、以降彼は常にそのオーケストラとともに活動することとなる。
1948年にはコロンビア北西部、アンティオキア県の都市メデジンに移り、ホテル・ヌティバラ（Hotel Nutibara）およびカンペストレ・クラブ（Campestre Club）と契約して演奏を行った。また、メデジンのラジオ局「ラ・ヴォス・デ・アンティオキア（La Voz de Antioquia）」の音楽監督も務めた。
この時期の共演者としてはペドロ・バルガス（Pedro Vargas）、エヴァ・ガルザ（Eva Garza）、ミゲリート・バルデス（Miguelito Valdés）、アヴェリーナ・ガルシア（Avelina García）、トニャ・ラ・ネグラ（Toña La Negra）など。また、メデジンでレコーディングを行った曲としては『Salsipuedes』などがある。
1952年にキューバの首都ハバナでエルネスト・レクオーナが主催したラテン音楽フェスティバルに招待されている。キューバではベボ・バルデスのオーケストラを指揮し4曲のレコーディングをRCAビクターで行った。
その後1952年～1954年はキューバとメキシコに滞在し、国際的に音楽をプロモートする活動を広げていった。帰国後、コロンビアのテレビ局で初めて1954年6月13日にテレビ出演も行った。

### 1955年～1994年
その後も精力的に活動を行い、母国では約80曲のレコーディングを行った。また、アメリカやベネズエラ、コスタリカ、エクアドルなど国外での演奏も行った。彼の音楽は国内外の様々なジャンルのアーティストに影響を与えた。
- コロンビア：ハイメ・リャノ・ゴンザレス（Jaime Llano González）、レオノール・ゴンサレス・ミナ（Leonor González Mina）、カルミナ・ギャロ（Carmiña Gallo）、ソノーラ・マタンセーラ（Sonora Matancera）、パチョ・ガラン（Pacho Galán）、フアネス
- アルゼンチン：ウーゴ・ロマーニ（Hugo Romani）、レオ・マリーニ（Leo Marini）
- キューバ：ビエンヴェニード・グラナダ（Bienvenido Granda）、ベニー・モレー（Benny Moré）、ペレス・プラード
- ベネズエラ：ビジョス・カラカス・ボーイズ（Billo's Caracas Boys）、
- プエルトリコ：ティト・ロドリゲス（Tito Rodríguez）、テゴ・カルデロン
- メキシコ：フアン・ガブリエル（Juan Gariel）

1994年4月23日、首都ボゴタの病院にて腎臓および心臓の合併症により死去。82歳であった。

### 没後
彼の死後もオーケストラは活動を続け、彼の娘でクラリネット奏者であるエルバ・パトリシア・ベルムデス（Elba Patricia Bermúdez）との共演も行っている。また、彼の生誕100周年を記念し、コロンビア文化省によって2012年は「ルーチョ・ベルムデスの年」と宣言され、コロンビアの独立記念日である7月20日には特別に記念コンサートも実施された。
また、2014年には出身地であるエル・カルメン・デ・ボリバルに彼の名前を冠した音楽学校（Escuela de Música Lucho Bermúdez）が設立されている。

## 代表曲
| - Año nuevo - Buenos Aires - Fantasía Tropical - Embelezo - Borrachera - Bolombolo - Burrucua - Caprichito - Cachito - Carmen de Bolivar - Colombia Tierra Querida - Coqueteando - Doble Cero - Fiesta Naval - Salsipuedes - Tolu | - Fiesta de negritos - Gaita de las flores - Gammin - Gloria Maria - La buchaca - Los Primos Sanchez - Minarete - Porro operatico - Pata cumbia - Prende la vela - Roberto Mendez - Sabrocita - San Fernando - San Andres - Te usco |